# 村田順子
村田 順子（むらた じゅんこ、1959年12月27日 - ）は日本の漫画家。少女漫画家、ライター、企画プロデュース。東京都出身。女性。香港や韓国のアジアのアイドル研究家。レオン・ライのオフィシャルファンクラブ代表。コミックス作品は、アジアの各国語版も販売されている。

## 来歴
12月27日に東京都で生まれる。漫画家を志したのは6歳。竹宮恵子のFC代表を務め、それがきっかけとなりアシスタントを経験後、20歳で漫画家デビュー。1981年の『化恋の村』がデビュー作品。

## 作品リスト

### 書籍

#### 漫画
- 1年B組新八先生（二見書房、1980年、全2巻）
- お伽（1983年、東京三世社、MY COMICS）
- 千姫―奇しき運命の糸にあやつられる徳川家の姫君（世界文化社『ロマンコミックス 人物日本の女性史』24、1986年）
- べにすずめシリーズ
  1. べにすずめたちの週末（角川書店、あすかコミックス、1987年）
  2. 古都で恋のスクラブ洗顔（角川書店、あすかコミックス、1987年）
  3. あやめはある朝突然に（角川書店、あすかコミックス、1988年）
  4. AYAME記念日（角川書店、あすかコミックス、1988年）
  5. 時にはシャイネス・ガール（角川書店、あすかコミックス、1988年）
  6. 日本一無責任女（角川書店、あすかコミックス、1989年）
  7. バレンタイン・パニック（角川書店、あすかコミックス、1989年）
- とんでも・きらら・物語（角川書店、あすかコミックス、1989年）
- ボーイズ・メイクアップ（角川書店、あすかコミックス、1990年、全2巻）
- キャーッ
  - おっかけ基本編（角川書店）※第0巻
  - おっかけ立志編（角川書店、あすかコミックス、1990年）
  - おっかけ風雲編（角川書店、あすかコミックス、1991年）※第2巻と第3巻
  - おっかけ疾風編（角川書店、あすかコミックス、1992年）※第4巻と第5巻
- TOKYOジャングル・ガール（角川書店、ヤングロゼコミックス、1991年 - 1993年、全7巻）
- アリス・ブック 名作集（新潮社、新潮コミックス、収録:Paradise Game、1991年、全2巻）
- Setogiwa倶楽部（主婦と生活社、エメラルドコミックス、1992年）
- Sale!（角川書店、ヤングロゼコミックス、1993年 - 1994年、全3巻）
- 輝きたいの（集英社、ヤングユーコミックス、1995年 - 1996年、全2巻）
- ハスキーボイス（秋田書店、AKITA LADY'S COMICS DX、1995年）
- Hong Kongワーキング・ガール（角川書店、ヤングロゼコミックス、1996年、全3巻）
- ガーデン（幻冬舎、1996年）
- ドラゴンの国の王子さま（集英社、ヤングユーコミックス、1997年）
- ラヴストーリー・アンソロジーⅡ（角川書店、収録:サファイア姫の冒険、1997年）
- ポケットの中のダーリン（講談社、KC Kissコミックス、1998年）
- 絶対したいHな恋（秋田書店、AKITA LADY'S COMICS DX、収録:Love Girl、2001年）
- 幸福のテーブル（講談社、KC Kissコミックス、2001年、全2巻）
- ハーレムの夜（宙出版、ハーレクイーン・コミックス、2003年）
- 砂漠のウエディング（宙出版、ハーレクイーン・コミックス、2004年）
- 愛のアラベスク（宙出版、ハーレクイーン・コミックス、2004年）
- 君といっしょに踊りたい（講談社、KC Kissコミックス、2004年、全2巻）
- ジャパニーズイン（宙出版、MISSY COMICS、2005年）
- 古城に集う愛（ハーレクイン、HQ comics、2007年）
- 謎めいた美女（ハーレクイン、HQ comics、2008年）
- 奪われた唇（ハーレクイン、HQ comics、2008年）
- 花婿の誓い（ハーレクイン、HQ comics、2008年）
- 汚れた顔の天使（ハーレクイン、HQ comics、2009年、全3巻）
- 初恋を夢見て（ハーレクイン、HQ comics、2010年、全2巻）
- 目覚めたらプリンセス（ハーレクイン、HQ comics、2010年、全2巻）
- ウエディングは涙色（ハーレクイン、HQ comics、2010年）
- 侯爵は恋泥棒（ハーレクイン、HQ comics、2011年、全2巻）
- 砂漠の小さな王子（ハーレクイン、ハーレクインコミックス・キララ、2012年）
- 楽園の罠に落ちて（ハーレクイン、HQ comics、2012年）
- 出会いは真夜中に（ハーレクインコミックス・キララ、2013年）
- 放蕩者とひと雫の恋（ハーレクインコミックス、2013年）
- 帰ってきた子爵（ハーレクインコミックス・キララ、2013年）
- 悲しい誘惑（ハーレクインコミックス・キララ、2014年）
- 最高の聖夜（ハーレクインコミックス・キララ、2014年）
- ゆずられた花嫁（ハーレクインコミックス、2015年）
- 美しい会計士の誤算（ハーレクインコミックス、2015年）
- 半分、青い。（作：北川悦吏子[2]、『ComicWalker』COMIC BRIDGE onlineレーベル2018年7月24日[3] - 連載、2018年[2] - 2019年刊、全3巻） - 同名の連続テレビ小説番組コミカライズ[3]
- 苦くて甘い罠（ハーレクインコミックス、2019年）
- 星と砂の夢（ハーレクインコミックス、2019年）
- 屋根裏の男爵令嬢（ハーレクインコミックス、2019年）

### その他
- 香港美アイドル探偵団―見ないと損する!日本未公開の香港映画美男性アイドルたち（1995年 風雅書房）
- レオン・ライ「グレイテスト・ヒッツ（精彩精選）」（日本編集のベストCD） - ブックレットに「黎明のススメ」（8ページ）を描きおろし（1996年、ポリグラム）
- 香港アイドルマニュアル (香港偶像手冊 1995年 正文社出版有限公司)
- 香港っていいかもしれない（1997年 ぶんか社）
- 漫画家さんちの猫 2（2002年 講談社漫画文庫）
- ミャウリンガル三昧 ネコとおしゃべり!?(ネコ―見事な王子っぷりに脱帽。ピータンの気ままなネコライフ)（2003年 ジャイブ）
- 解体・韓国エンタメ完全攻略―女の愛をなめんなよ!女のトキメキは国境を越える!!（2005年 技術評論社）
- みんなでワイワイ☆しあわせごはん―おうちで夫がおもてなし（2006年 ヴィレッジブックス）
- 猫・ネコ・ねこ!!!~人気漫画家の実話猫マンガ! (2008年 講談社KCデラックス)
- 世界に通用するマナーを教えてさしあげます! 英国式礼法 <レストラン編> (2011年 PHP研究所) - 監修者 佐藤よし子
- フランス人は10着しか服を持たない コミック版 <ファッション＆ビューティ編> (2017年 ハーパーコリンズ・ジャパン) - 原作 Jennifer L. Scott
- フランス人は10着しか服を持たない コミック版 <ダイエット＆ライフスタイル編> (2017年 ハーパーコリンズ・ジャパン) - 原作 Jennifer L. Scott
- 美容歯科医がこっそり教えるほんとうのきれいをつくる方法（表紙、イラスト） (幻冬舎）

### 作品提供

#### テレビ
- べにすずめたちの週末（1993年 関西テレビ阪急ドラマシリーズ）
- SALE!（1995年 朝日放送が制作。テレビ朝日系列で放送）

### イメージ・アルバムCD
- キャーッ!!(おっかけ立志編)マンガ・イメージ・アルバム（1991年 角川ASUKAシリーズ）

東芝EMI/TOCT-6152
収録曲
- It's only a ENTERTAINMENT(作曲：野口久和 編曲：野口久和 演奏：JABBAとマニファクチャー)
- サウンド ムービー「キャーッ!!」I、おっかけ天国！（作詞：村田順子 作曲：野村義男 編曲：野村義男] 歌：ココとタクヤ）、
- サウンド ムービー「キャーッ!!」II、ぼくらは少年天狗隊（作詞：村田順子 作曲：野口久和 編曲：野口久和 歌：シュガー・B）
- サウンド ムービー「キャーッ!!」III、ガラスのSTARLIGHTハリケーン（作詞：村田順子 作曲：野口久和 編曲：野口久和 歌：ココとタクヤ）
- 前途洋々Butter P-Boy（作詞：村田順子 作曲：野村義男 編曲：野村義男 歌：マロニーズ）、モザイクの騎士（ナイト）（作詞：村田順子 作曲：野村義男 編曲：野村義男 歌：シュガー・B）
- Angelがいっぱい（作詞：村田順子 作曲：野口久和 編曲：野口久和 歌：シュガー・B）

出演:水谷優子、山口勝平、衛藤浩一、佐藤浩之、横山智佐、こおろぎさとみ、麻見順子、安藤ありさ、塩屋浩三、小林通孝、高木渉、天野由梨

## 師匠
- 竹宮惠子

## アシスタント
- 伊藤理佐
- 二ノ宮知子